# Szentdénes
Szentdénes é um município da Hungria, situado no condado de Baranya. Tem 12,15 km² de área e sua população em 2019 foi estimada em 277 habitantes.